# Строительный двор
«Строительный двор» — российская компания, управляющая одноимённой сетью строительных магазинов и строительных баз, специализированными магазинами «Теплоотдача» и «Половик». Занимает 8-е место по объёму выручки среди участников российского рынка магазинов формата DIY.

## История
Основанная в Тюмени в 1993 году компания долгое время работала как оптовый поставщик материалов для строительства, реконструкции и ремонта, оперировавший строительными базами. В 2006 году началось развитие розничной сети компании, в 2008 из «Строительного двора» были выделены специализированные магазины «Теплоотдача» и «Половик». В ассортимент первых вошли инженерные коммуникации, тепловое оборудование, изоляционные материалы, сантехника и инструменты; вторых — напольные покрытия, материалы для облицовки пола, стен и потолков.
Одновременно началась экспансия в соседние регионы: в 2008 году открылись торговые объекты в Свердловской области, в 2009 году — в Ханты-Мансийском автономном округе, в 2011 году — в Пермском крае. В 2014 году первый магазин открылся в Московской области, в 2015 году — в Москве. В 2016 году в Московской области состоялось открытие склада.
В 2016-2018 гг. ритейлером принято решение приостановить деятельность розничных магазинов в Московском регионе и акцентировать внимание на развитии e-commerce.
Интернет-магазин «Строительного двора» начал работу в 2010 году, от развития электронных площадок специализированных магазинов компания со временем отказалась. На 2015 год доля интернет-магазина в выручке составила 2 %, в 2016 году показатель остался прежним, в 2017 году доля выручки выросла в 2 раза и составила 4 %, а в 2018 году увеличилась до 5 %.

## Модель бизнеса
Сеть представлена ориентированными на корпоративных клиентов строительными базами формата drive-in (в терминологии компании «центр комплектации») и розничными магазинами. Строительные базы организованы по единому принципу, имеют площадь от 0,5 до 5,2 гектаров со складами от 1 до 15 тысяч м², транспортными развязками и железнодорожными тупиками. По данным на 01.01.2019 в управлении компании 61 торговый объект, из которых 46 розничных магазина «Строительный Двор», 1 магазин «Половик», 1 магазин «Теплоотдача», 12 строительных баз, площадью от 0,5 до 5,2 га со складами от 1 до 15 тысяч м², расположенных в 14 городах РФ.
С 2017 года call-центр компании работает круглосуточно..
Группа компаний выпускает часть строительных материалов под собственными торговыми марками, занимающими по итогам 2018 г. от 0,20 % до 65 % в своих товарных категориях. В 2015 году доля этих товаров в ассортименте сети составила 6,1 %, выручка от их продажи — 4,8 % от совокупной, в 2016 г. доля СТМ в ассортименте — 2 % , выручка — 2,18 % , в 2017 г. доля СТМ увеличилась в два раза по отношению к 2016 г. и составила — 4 %, выручка — 3,67 %, в 2018 г. доля СТМ продолжила набирать обороты и дошла до отметки 5 %, выручка — 5,42 % от совокупной.

## Финансовые показатели
В 2015 году консолидированная выручка компании составила 12,5 миллиардов рублей, 52 % оборота обеспечили оптовые продажи, 36 % — розничные. Снижение выручки по сравнению с 2014 годом составило 0,1 миллиарда рублей, однако ранее на протяжении 2004-2014 годов компания показывала стабильный рост оборота. Данная тенденция возобновилась с 2016 года: выручка составила 13,9 миллиардов рублей, из которых 58 % — оптовые продажи, 39 % — розничные, в 2017 году консолидированная выручка компании увеличилась на 24,47 % по отношению к прошлому году и составила символичные 17 миллиардов рублей, включая результаты оптовых продаж — 61 % и розничных — 39 % , по итогам 2018 года выручка достигла 20,5 миллиардов рублей, из них 65 % — оптовые продажи, 30 % — розничные.
Чистая прибыль по результатам 2015 года — 270,7 млн рублей, 2016 года — 593 млн, 2017 года — 373 млн рублей, 2018 года — 517 млн рублей.
По результатам 2014 года ГК «Роса» заняла 22-е место по размеру  отчислений среди компаний Тюменской области.

## Собственники и руководство
Каждая из сетей магазинов, входящих в группу компаний «Строительный двор», представлена отдельным юридическим лицом. Основным или блокирующим акционером является ООО «Роса», операционное управление осуществляет ООО «Строительный двор». ООО «Роса» на 20 % принадлежит частным лицам и на 80 % — АО «Северстройсервис».

## Отраслевые рейтинги
Компания на протяжении ряда лет входит в число крупнейших участников рынка строительных и отделочных материалов, товаров для дома и садоводства: 2012 году сеть занимала шестое место по объёму выручки, в 2013 году — седьмое, в 2015-м — девятое, в 2016-2017 гг. — восьмое место. По данным исследования «Рынок DIY России. Итоги 2015 года. Тенденции 2016 года. Прогноз до 2018 года», опубликованном информационным агентством INFOLine, компания занимает первое место по числу магазинов и 13-е место по совокупной торговой, складской и прилежащей площади среди розничных и оптово-розничных сетей формата DIY в стране.
Участник рейтинга крупнейших компаний Урала и Западной Сибири «Эксперт-Урал — 400» (147-е место в 2015 году, в том числе 6-е место среди компаний оптовой торговли по результатам 2014 года). В 2017—2018 гг по результатам ежегодной премии Private Label Awards (by IPLS) ритейлер становился лауреатом в номинации "Лучшая СТМ «Товары для дома и ремонта».